# フォッカー T.IX
フォッカー T.IX
飛行する T.IX
- 用途：爆撃機
- 設計者：マリウス・ビーリング
- 製造者：フォッカー
- 運用者： 蘭印（陸軍）
- 初飛行：1939年9月10日
- 生産数：1機
- 退役：1940年5月
- 運用状況：退役

フォッカー T.IX（蘭:Fokker T.IX）はオランダのフォッカー社によって設計・製作された爆撃機である。 
T.IXはオランダで建造された最初の全金属製航空機で、フォッカーが戦前に製作した機体のうち、最重量級の機体であった。 

## 概要
T.IXはオランダ王立東インド陸軍航空隊（ML-KNIK) に配備されていたマーチン B-10の後継機の試作機として、設計はD. XXIIIも設計したマリウス・ビーリング技師が担当したが、試作のみで正式発注はされておらず、蘭印に配備されることはついになかった。 
また本国の陸軍航空隊もフォッカー T.Vの後継機としてT.IXに興味を示した。なお、試作のみで終わる事を恐れた為、フォッカーとの交渉は迅速に行われたが、ML-KNILがフォッカーに仕様書のみで発注したのは今回が最初ではなかった。 
1939年9月10日スヒップホルでT.H. リーグストラの操縦で初飛行。   試験飛行は完璧で、離陸直後に着陸装置がすぐに引き上げられたほどであった。機体には登録番号970が与えられ、2週間後には蘭印での登録番号701が与えられた。 
1940年3月8日、スヒップホルで着陸中に着陸装置が折りたたまれる事故を起こし損傷、修理後の4月には格納庫の扉に主翼を当ててしまう。この事故の後、再び飛ぶ事はなかった。 試験飛行の合計は50回、総飛行時間30時間8分であった。 
第二次世界大戦によりオランダが降伏すると、T.IXはドイツの手に渡った。暫くして、イギリス製のエンジンが取り外され、研究目的でドイツに送られた。 機体はそのまま放置されたが、後にスヒップホルに対する連合軍の砲撃により損傷した。損傷した機体は1960年に廃棄されるまで、 デルフトの工科大学とギルゼ=レイエンに保管されていた。 

## 性能諸元
※使用単位についてはWikipedia:ウィキプロジェクト 航空/物理単位も参照
- 乗員：5名
- 全長：16.50 m
- 翼幅：24.70 m
- 全高：5.10 m
- 翼面積：88.30 m2
- 自重：6,500 kg
- 全備重量：11,200 kg
- エンジン：ブリストル ハーキュリーズ空冷複列星型発動機 1,375 hp×2
- 最大速度：440 km/h
- 航続距離：2,720 km
- 実用上昇限度：8,000 m
- 武装：20 mm機銃 ×1（機首）、12.7 mm機銃×2（後背部、腹部）

爆弾類2,000kgまで